# Военно-воздушные силы Азербайджана
Военно-воздушные силы Азербайджана (азерб. Azərbaycan hərbi hava qüvvələri) — вид вооружённых сил Азербайджана.
По состоянию на 2006 год, численность ВВС Азербайджана составляла 7900 человек.

## История
История военно-воздушных сил Азербайджанской Демократической Республики началась в 1919 году, когда на вооружении появился первый военный самолёт. 14 сентября приказом военного министра генерала от артиллерии Самедбека Мехмандарова был создан авиаотряд. Военный лётчик подпоручик Теймур хан Афшар был назначен начальником авиаотряда при генштабе Азербайджанской армии
История ВВС независимого Азербайджана возобновилась 8 апреля 1992 года, когда лётчик 80-го отдельного штурмового авиаполка РФ старший лейтенант Вагиф Курбанов угнал самолёт Су-25 с авиационной базы Ситалчай и посадил его на гражданском аэродроме в Евлахе. В дальнейшем количество боевых самолётов у Азербайджана значительно возросло. Изменилось также количество и уровень боевой подготовки лётчиков ВВС Азербайджана.
В состав ВВС Азербайджана входят также войска ПВО. На вооружении войск ПВО Азербайджана стоят зенитно-ракетные комплексы С-125, а также зенитные ракетные комплексы дальнего радиуса действия С-200 и С-300. Вкупе с радарными станциями ПВО страны способно отслеживать не только собственное воздушное пространство, но и пространство государств в приграничной полосе.
На 2016 год основные проблемы ВВС — низкий уровень обучения, отсутствие технического обслуживания техники и устаревшей парк авиатехники советской эпохи. В 2008 и 2019 годах при учебных полётах Азербайджан потерял 2 истребителя МиГ-29, рухнувших в Каспийское море.

## Структура
Организационно ВВС Азербайджана состоят из авиации и войск противовоздушной обороны.
В состав ВВС входят смешанный авиационный полк, истребительно-бомбардировочная эскадрилья, а также истребительная, разведывательная и учебная авиаэскадрильи.
В состав войск ПВО входят: четыре зенитных ракетных бригады, один зенитный ракетный полк, два отдельных радиотехнических батальона.

## Пункты базирования
| Место расположения | Координаты                      | Номер полка и/или обозначение авиабазы | ВПП (длина, покрытие)              | Обозначение формирования или части                                       | Вооружение и оснащение |
| ------------------ | ------------------------------- | -------------------------------------- | ---------------------------------- | ------------------------------------------------------------------------ | ---------------------- |
| Кюрдамир           | 40°16′25″ с. ш. 48°09′49″ в. д. | АБ Кюрдамир                            | 2500 м, бетон                      | 411-я истребительно-бомбардировочная эскадрилья 115-я учебная эскадрилья |                        |
| Гянджа             | 40°44′18″ с. ш. 46°19′02″ в. д. | АБ Гянджа                              |                                    |                                                                          |                        |
| Баку               | 40°24′28″ с. ш. 50°11′49″ в. д. | АБ Кала                                | 3000 м, бетон 3000 м, грунт        | 843-й смешанный авиационный полк                                         |                        |
| Шамкир             | 40°53′24″ с. ш. 45°57′45″ в. д. | АБ Далляр                              | 2500 м, бетон                      | 422-я разведывательная эскадрилья                                        |                        |
| Сумгаит            | 40°35′27″ с. ш. 49°33′15″ в. д. | АБ Насосный                            | 2500 м, бетон                      | 408-я истребительная эскадрилья                                          |                        |
| Ленкорань          | 38°45′06″ с. ш. 48°48′39″ в. д. | Аэропорт Ленкорань                     | 3200 м, бетон (частично разобрана) |                                                                          |                        |
| Ситалчай           | 40°48′25″ с. ш. 49°25′03″ в. д. | АБ Ситалчай                            | 2500 м, бетон                      |                                                                          |                        |

## Боевaя техника
Данные по численности (если не указано иное) актуальны на 2022 год
| Самолёт                          | Страна изготовления | Тип                                                          | Изображения                                                                        | Количество                                           | Источник |
| Боевые самолёты                  | Боевые самолёты     | Боевые самолёты                                              | Боевые самолёты                                                                    | Боевые самолёты                                      | Боевые самолёты |
| -------------------------------- | ------------------- | ------------------------------------------------------------ | ---------------------------------------------------------------------------------- | ---------------------------------------------------- | --- |
| МиГ-29 УБ                        | СССР                | многоцелевой истребительучебно-боевой истребитель            |                                                                                    | 132                                                  | 16 единиц были закуплены у Украины. 3 из них используются для обучения. |
| JF-17C                           | Пакистан            | многоцелевой истребитель                                     |                                                                                    | 24                                                   | В феврале 2024 года заказано 24 самолёта, первые 2 поставлены на вооружение 25 сентября 2024. |
| МиГ-25ПМиГ-25ПДМиГ-25РБ          | СССР                | истребитель-перехватчик тактический разведчик-бомбардировщик | Russian_Air_Force_MiG-25                                                           | до 20 на хранении (10 МиГ-25, 6 МиГ-25ПД 4 МиГ-25РБ) | В 1998 году 8 МиГ-25 было закуплено у Казахстана. В 2014 году планировалась модернизация и возврат в состав ВВС |
| Су-24                            | СССР                | Фронтовой бомбардировщик                                     | Sukhoi_Su-24_inflight_Mishin-3                                                     | 2                                                    | Скорее всего небоеспособны |
| Су-25УБ                          | СССР                | штурмовикучебно-боевой штурмовик                             | 33_Blue_Sukhoi_SU-25_Frogfoot_Azerbaijan_Air_Force_Konya_AFB_30.6.22_(52201105929) | 33 5                                                 | Базируются на авиабазе Кюрдамир. Из Грузии в 2002 году поставлено 6 Су-25Т, ещё 6 единиц Су-25 и 1 единица Су-25УБ были переданы в 2005 году. В 2009—2012 годах в Белоруссии приобретено 11 Су-25. Согласно Ю. Бутусову, 1 Су-25 был потерян в ходе войны 4 октября 2020 года в Нагорном Карабахе. Часть самолётов пройдёт модернизацию силами TUSAS до стандарта SU-25ML (Lacin). |
| Учебные самолёты                 |                     |                                                              |                                                                                    |                                                      | |
| Aermacchi M-346                  | Италия              | учебно-боевой                                                |                                                                                    | 15                                                   | |
| Aero L-29 Delfin                 | Чехословакия        | учебно-тренировочный                                         |                                                                                    | 28                                                   | По состоянию на 2014 год. Базируются на авиабазе Кюрдамир. |
| Aero L-39 Albatros               | Чехословакия        | учебно-тренировочный                                         |                                                                                    | 12                                                   | Базируются на авиабазе Кюрдамир. |
| Ударные вертолёты                |                     |                                                              |                                                                                    |                                                      | |
| Ми-35                            | Россия              | Ударный многоцелевой вертолёт                                |                                                                                    | 24                                                   | |
| Ми-24Ми-24G                      | СССР / Украина/ ЮАР | Ударный многоцелевой вертолёт Ударный многоцелевой вертолёт  |                                                                                    | 26                                                   | Ми-24G (Gecə) — модификация Ми-24К, произведённая южноафриканской фирмой ATE и украинскими государственными предприятиями «Конотопский авиаремонтный завод «Авиакон»» и «Государственное Киевское конструкторское бюро «Луч»» для ВВС Азербайджана в 2010—2011 годах. По номенклатуре производителей именуется Ми-24 Super Hind Mk.4.                                              |
| Транспортные вертолёты           |                     |                                                              |                                                                                    |                                                      | |
| Bell 412                         | США                 | Многоцелевой вертолёт                                        |                                                                                    | 1                                                    | |
| Ми-2                             | Польша              | Лёгкий транспортный                                          |                                                                                    | 7                                                    | |
| Ми-8                             | СССР/ Россия        | Транспортно-боевой                                           |                                                                                    | 13                                                   | |
| Ми-17-1В                         | Россия              | Транспортно-боевой                                           |                                                                                    | 70                                                   | В 2010 году был подписан контракт с Рособоронэкспорт на поставку 71 Ми-17-1В. |
| Ка-32                            | СССР                | Транспортно-боевой                                           |                                                                                    | 3                                                    | |
| Транспортные самолёты            |                     |                                                              |                                                                                    |                                                      | |
| C-27J                            | Италия              | Военно-транспортный                                          |                                                                                    | 1                                                    | Подписан контракт о поставке в 2023 году |
| Ил-76ТД                          | СССР                | Военно-транспортный                                          |                                                                                    | 2                                                    | |
| Ан-12                            | СССР                | Военно-транспортный                                          |                                                                                    | 1                                                    | |
| Як-40                            | СССР                | Пассажирский                                                 |                                                                                    | 3                                                    | |
| Беспилотные летательные аппараты |                     |                                                              |                                                                                    |                                                      | |
| Bayraktar Akıncı                 | Турция              | Ударный                                                      |                                                                                    | н/д                                                  | |
| Bayraktar TB2                    | Турция              | Ударный                                                      |                                                                                    | н/д                                                  | |
| Hermes 900                       | Израиль             | Ударный и разведывательный                                   |                                                                                    | 15                                                   | В 2016 году закуплено 15 БПЛА Hermes 900. |
| Hermes 450                       | Израиль             | Ударный и разведывательный                                   |                                                                                    | 12                                                   | В 2008 году закуплено 15 БПЛА Hermes 450. |
| IAI Heron                        | Израиль             | Ударный и разведывательный                                   |                                                                                    | 15                                                   | |
| IAI Searcher 2                   | Израиль             | Разведывательный                                             |                                                                                    | 10 куплено в 2011 году                               | |
| IAI Harop                        | Израиль             | Барражирующий боеприпас                                      |                                                                                    | н/д                                                  | |
| Aerostar                         | Израиль Азербайджан | Разведывательный                                             |                                                                                    | 15                                                   | |
| Orbiter 2M                       | Израиль Азербайджан | Разведывательный                                             |                                                                                    | более 40                                             | Производится в Азербайджане |

## Опознавательные знаки

### Генералы и офицеры
| Категории               | Генералы          | Генералы          | Генералы      | Старшие офицеры | Старшие офицеры     | Старшие офицеры | Младшие офицеры | Младшие офицеры   | Младшие офицеры | Младшие офицеры   |
| ----------------------- | ----------------- | ----------------- | ------------- | --------------- | ------------------- | --------------- | --------------- | ----------------- | --------------- | ----------------- |
| Погон                   |                   |                   |               |                 |                     |                 |                 |                   |                 |                   |
| Азербайджанское звание  | General-Polkovnik | General-Leytenant | General-Mayor | Polkovnik       | Polkovnik-Leytenant | Mayor           | Kapitan         | Baş Leytenant     | Leytenant       | Kiçik Leytenant   |
| Российское соответствие | Генерал-полковник | Генерал-лейтенант | Генерал-майор | Полковник       | Подполковник        | Майор           | Капитан         | Старший лейтенант | Лейтенант       | Младший лейтенант |

### Рядовые и младший командный состав
| Погон                   |         |           |                 |         |                 |             |           |                   |
| Шеврон                  | нет     |           |                 |         |                 |             |           |                   |
| Азербайджанское звание  | Əsgər   | Baş Əsgər | Kiçik Çavuş     | Çavuş   | Baş Çavuş       | Kiçik Gizir | Gizir     | Baş Gizir         |
| Российское соответствие | Рядовой | Ефрейтор  | Младший сержант | Сержант | Старший сержант | Старшина    | Прапорщик | Старший прапорщик |

## Галерея
- Опознавательный знак ВВС Азербайджана
- Командующий ВВС США в Европе генерал Том Хоббинс на АБ Насосный
- БПЛА Aerostar
- Группа Ми-24 на военном параде в Баку 2011г.
- Группа Ми-24 на военном параде в Баку 2011г.
- МиГ-29
- Су-25 на военном параде в Баку 2011 г.
- Су-25 на военном параде в Баку 2011 г.
- Ударный БПЛА Bayraktar TB2 на Параде Победы в Баку